# Jan Želivský
Jan Želivský (1380 à Humpolec - 9 mars 1422 à Prague ) était un prêtre tchèque, ayant eu une grande importance lors de la réforme hussite.

## Biographie
Želivský prêchait à l'église Sainte-Marie-Majeure. Il était l'un des rares prêtres utraquistes de Prague à l'époque et il était très influent, en raison de ses sermons qui se distinguaient à la fois par leur éloquence et leurs descriptions apocalyptiques.
Le 30 juillet 1419, Želivský mena la procession hussite dans les rues de Prague et passa devant le nouvel hôtel de ville, il est raconté que lors de cette procession:
« Le prêtre et ses partisans furent cependant accueillis avec dérision par les édiles, qui se présentèrent aux fenêtres, et des pierres furent jetées sur le cortège. L'une des pierres a frappé le prêtre Jan [Želivský]... et les gens furieux ont immédiatement tenté de prendre d'assaut la mairie ».
Cet événement s'est terminé par la première défenestration de Prague, qui a été l'un des événements déclencheurs majeurs des croisades hussites.
Après sa défaite à la bataille de Brüx en 1421, Želivský a été démis de ses fonctions. Pour autant, il va permettre la réunification de la Vieille Ville et de la Nouvelle Ville. Le 9 mars 1422, pendant les guerres civiles entre les différentes factions hussites, il est arrêté par le conseil municipal (principalement composé de bourgeois modérés issus de l'ancienne Vieille Ville) et décapité.

## La pensée de Želivský
Passé un temps par l'ordre des Prémontré, ordre canonial fréquemment considéré comme précurseur des ordres mendiants, la pensée de Želivský peut être considérée comme révolutionnaire. En effet, à une période où le catholicisme s'est éloignée de la Bible, l'accès à cette dernière étant limitée, Želivský s'appuie sur un biblicisme strict, s'incarnant dans nombre de ses sermons. On retrouve dans ces derniers, particulièrement dans ceux prononcés entre le 16 avril et le 9 juillet 1419, une position théologique extrêmement similaire à celle de Jan Hus, dont Želivský se revendique disciple. Cette position théologique est celle d'une opposition forte avec le catholicisme. Les points de désaccord soulevés par Jan Hus, avec lesquels est d'accord Želivský, portent principalement sur la place des laïcs dans la société, la réforme hussite étant, à l'origine, fervente partisane d'une laïcisation du pouvoir et également sur la nécessité de faire des sermons compréhensibles par tous (les sermons étaient alors faits en latin). En revanche, si Jan Hus était déjà fervent partisan d'un retour à une Église apostolique, c'est-à-dire qui soit héritière des apôtre, mais également d'un retour à une église plus pauvre, c'est sur ce dernier point que Želivský franchi un cap par rapport à Jan Hus. En effet, Želivský combine son biblicisme intransigeant avec de fortes revendications sociales, que n'avait pas Jan Hus. Želivský est le principal partisan d'une église pauvre et proche du peuple.
Želivský est également l'un des principaux penseurs de la révolution hussite mais il est aussi, par ses sermons parlant au peuple et rappelant la nécessité pour le chrétien de lutter, celui qui a permis de légitimer les actions armées menées par les Hussites et d'entamer les guerres hussites. Il s'est appuyé également, pour cela, sur l'angoisse ambiante de l'époque, la croyance populaire voulait alors que la fin du monde soit proche. Une illustration cet appui de Želivský sur l'ambiance de l'époque est qu'il n'a pas hésité à faire de l'homme qui a exécuté Jan Hus, Sigismond de Luxembourg, l'Antéchrist.

## Héritage
De nombreuses rues de la République tchèque portent le nom de Jan Želivský, y compris une rue longue de 1400m à Prague. La station de métro voisine Želivského porte également son nom.